# Ligne de Gardermoen
La Ligne de Gardermoen (Norvégien : Gardermobanen) est une ligne à grande vitesse norvégienne de 64 km de long reliant Oslo et Eidsvoll à l'aéroport d'Oslo-Gardermoen. Mise en service le 8 octobre 1998, il s'agit de la seule LGV existante sur le territoire norvégien. Autorisant en service commercial une vitesse de pointe de 210 km/h, elle a permis à sa création de relier en dix-neuf minutes le centre-ville d'Oslo à son nouvel aéroport qui a été inauguré le même jour que cette ligne.
La ligne est utilisée à la fois par le service de trains liaison rapide aéroport Flytoget que par les trains express classiques de la banlieue d'Oslo exploités par Vy.

## Stations
|  | Station                       | Distance | Ouverture |
|  | ----------------------------- | -------- | --------- |
|  | Gare centrale d'Oslo          | 0,00 km  | 1854      |
|  | Lillestrøm                    | 20,95 km | 1854      |
|  | Gare de Gardermoen (aéroport) | 51,85 km | 1998      |
|  | Eidsvoll Verk                 | 63,30 km | 1999      |
|  | Eidsvoll                      | 67,51 km | 1998      |

## Trafic
Différentes lignes empruntent la Gardermoenbanen.
Longue distance :
- 21 : Oslo-Trondheim

Moyenne distance :
- R10 : Drammen-Oslo-Lillehammer
- R11 : Skien-Oslo-Eidsvoll

Flytoget :
- F1 : Oslo-Aéroport d'Oslo
- F2 : Drammen-Oslo-Aéroport d'Oslo

Trafic local :
- L12 : Kongsberg-Oslo-Eidsvoll